# HTC One V
HTC One V – smartfon klasy middle-end wyprodukowany przez firmę HTC. Jest następcą modelu HTC Desire S. Został zaprezentowany w II kwartale 2012 roku razem z modelami HTC One S i HTC One X.
Wyróżnia go obecność nowej nakładki HTC Sense 4, a także Android Ice Cream Sandwich w wersji 4.0.3. Oprócz tego zastosowano ekran Super LCD, a także technologię wzmacniania dźwięku Beats Audio. Design nawiązuje do HTC Legend – budowę cechuje charakterystyczny podbródek. Jest to jedyny smartfon serii One ze slotem na pełnowymiarowe karty SIM.